# Dennis Heck
Pour les articles homonymes, voir Heck.
Dennis Lynn Heck, dit Denny Heck, né le 29 juillet 1952 à Vancouver (Washington), est un homme politique américain, membre du Parti démocrate. Élu de l'État de Washington à la Chambre des représentants des États-Unis de 2013 à 2021, il prend ses fonctions de lieutenant-gouverneur de l'État de Washington le 13 janvier 2021.

## Biographie
Denny Heck est originaire de Vancouver dans l'État de Washington. Il est élu à la Chambre des représentants de l'État de 1976 à 1986, où il est notamment chef de la minorité démocrate. Il quitte l'assemblée pour se présenter au poste de superintendant de l'instruction publique de l'État en 1988, mais il est battu.
Il est candidat à la Chambre des représentants des États-Unis en 2010 dans le 3e district du Washington. Il est battu par la républicaine Jaime Herrera Beutler (53 % des voix contre 47 %). En 2012, il se présente dans le nouveau 10e district. Il est élu avec 58,6 % des suffrages. Il est réélu avec 54,7 % des voix en 2014.
En décembre 2019, il annonce qu'il ne sera pas candidat à un cinquième mandat lors des élections de 2020. En avril 2020, il dépose sa candidature pour le poste de lieutenant-gouverneur de l'État de Washington. Il arrive en tête de la primaire multipartisane du 4 août et se qualifie pour l'élection générale contre le sénateur d'État Marko Liias, un autre démocrate. Il remporte l'élection avec 45,6 % des voix, contre 33,5 % pour son adversaire.
Il est réélu pour un second mandat de lieutenant-gouverneur en 2024.

## Historique électoral

### Chambre des représentants
| Année | Dennis Heck | Rép    |
| ----- | ----------- | ------ |
| Année |             |        |
| 2010  | 47,0 %      | 53,0 % |
| 2012  | 58,6 %      | 41,4 % |
| 2014  | 54,7 %      | 45,3 % |
| 2016  | 58,7 %      | 41,3 % |
| 2018  | 61,5 %      | 38,5 % |